# 2008 chez Disney
Cet article présente la liste des évènements de la Walt Disney Company ayant eu lieu en 2008.

## Événements

### Janvier
- 1er janvier 2008, le parc Disney-MGM Studios du Walt Disney World Resort prend officiellement le nom de Disney's Hollywood Studios[1]
- 2 janvier 2008, Décès de l'imagineer Joyce Carlson, connue pour les poupées de It's a Small World[2].
- 10 janvier 2008, 
  - la société canadienne Cogeco signe un accord pour de la VOD avec Walt Disney Television[3] et Disney-ABC International Television
  - Second Avenue Partners mène un groupe d'investisseurs amenant 2 millions d'USD dans Fanzter, une société fondée en 2007 par Aaron LaBerge, ancien d'ESPN et Eric Kirsten qui édite le site Coolspotters[4]. Parmi les autres investisseurs il y a Steamboat Ventures.
- 14 janvier 2008, Disney et ESPN confirment avoir pris une participation de 11 % dans NBA China, la filiale chinoise de la NBA[5]
- 15 janvier 2008, Disney-ABC International Television signe un accord avec BT Vision pour offrir des épisodes de séries télé en PPV sur le câble britannique[6]
- 30 janvier 2008
  - Walmart signe un contrat avec Disney Consumer Products pour vendre des produits Hannah Montana[7]
  - Disney-ABC ITV accorde deux licences VOD en Corée[8]
- 31 janvier 2008
  - Propaganda Games lance Turok un nouveau jeu vidéo basé sur le personnage de Turok

### Février
- 2 février 2008, Disney lance la version rénovée du site playhousedisney.fr
- 12 février 2008, Disney achète 20 % de la société espagnole de télévision numérique Net TV appartenant à Vocento[9]
- 18 février 2008, Disney augmente sa participation au capital d'UTV de 203 millions de $ pour atteindre 32,1 %[10]
- 20 février 2008, Walt Disney Internet Group annonce la création d'une filiale de Disney Online nommée Disney Online Studios, pour la conception, la gestion et la publication de jeux vidéo en ligne, de mondes virtuels et de communautés internet[11]
- 22 février 2008, UTV lance les chaînes UTV Movies et UTV World Movies consacrées respectivement aux films de Bollywood et aux films étrangers[12]
- 25 février 2008, les Disney Channels européennes annonce la création de Disney Channels Europe, filiale de Disney-ABC International Television, pour chapeauter leurs activités[13]

### Mars
- 1er mars 2008, Disney Mobile est lancé au Japon sur le réseau de SoftBank, en association avec Yahoo![14]
- 3 mars 2008, ESPN relance sa division de production télévisuelle et ajoute la production cinématographique en créant ESPN Films[15]
- 4 mars 2008, Toon Disney achète les droits de diffusion pour les États-Unis de la série française Monster Buster Club produite par Marathon Media[16]
- 6 mars 2008, Walt Disney Pictures annonce le début de sa collaboration avec des studios d'animation japonaise. Le premier est Toei Animation pour la série Fireball prévue pour avril 2008[17]
- 7 mars 2008, L'imagineer Bob Gurr est gratifié d'une fenêtre sur Main Street, USA à Disneyland[18]
- 20 mars 2008, The Children's Place annonce dans son rapport annuel son intention de revendre les deux tiers des Disney Store nord-américaines à Disney[19].
- 22 mars 2008, Ouverture de l'attraction Stitch Live au parc Walt Disney Studios.

### Avril
- 1er avril 2008, au Moyen-Orient la chaîne Orbit ESPN disparaît du bouquet d'Orbit Communications[20]
- 2 avril 2008, Disney Japan et Yahoo annoncent une collaboration au Japon pour des jeux en ligne destinés à la jeunesse et des espaces publicitaires[21]
- 3 avril 2008, Disney et POW! Entertainment, le studio de Stan Lee, signent un contrat pour la production de trois films[22]
- 4 avril 2008
  - UTV associé à Disney-ABC International Television lance une nouvelle chaîne, UTVi, syndication partielle des programmes d'ABC News[23]
  - Disney Consumer Products annonce le lancement d'un mplayer Disney par iRiver[24] associé à la gamme Disney Electronics
- 5 avril 2008, Inauguration de la Tour de la Terreur au parc Walt Disney Studios[25]
- 7 avril 2008
  - Disney Interactive Studios achète le studio chinois Gamestar[26]
  - Disney Channel Latin America achète les droits de diffusion de la série Zoo Mix à Neptuno[27]
  - la société First Future Agri and Developers Private Limited Company (FFADL) est fondée comme filiale d'UTV[28]
- 8 avril 2008, Walt Disney Pictures annonce les 10 prochaines sorties de films jusqu'en 2012[29]
- 11 avril 2008, Philippe Gas est nommé PDG d'Euro Disney SCA[30]
- 13 avril 2008, la collection Disney's Fairy Tale Weddings s'agrandit avec une ligne basée sur Giselle, l'héroïne de Il était une fois...[31]
- 14 avril 2008, Décès d'Ollie Johnston dernier des Neuf Sages de Disney[32]
- 21 avril 2008, les studios Disney lance un nouveau label Disneynature[33]
- 28 avril 2008, la version française de comédie musicale Le Roi lion remporte 3 Molières
- 30 avril 2008, Disney rachète les 229 Disney Store nord-américaine à The Children's Place pour près de 64 millions de $[34].

### Mai
- 1er mai 2008, Disney Publishing Worldwide annonce le Disney En Familia, un magazine américain en langue espagnole pour juillet[35]
- 2 mai 2008, Disney reprend le contrôle des Disney Store nord-américaines à The Children's Place[36]
- 6 mai 2008, la société RB Entertainment Limited est fondée pour assurer la production de contenus télévisuels et comme une coentreprise détenue à 60 % par UTV TV et 40 % par Rajesh Beri[28]
  - 8 mai 2008, UTV New Media Limited achète une participation de 76,47 % de l'éditeur de sites web ITNation Media[28]
- 15 mai 2008, Disney Interactive Studios lance DGamer pour les possesseurs américains de la Nintendo DS[37]
- 22 mai 2008, Disney Consumer Products se lance dans la joaillerie avec une entreprise indienne, le Popley Group[38]
- 28 mai 2008, Disney Channel España annonce qu'elle sera relancée le 1er juillet en version gratuite sur la TNT espagnole[39]

### Juin
- 3 juin 2008, Le Cirque du Soleil dévoile son nouveau spectacle, ZED pour le Tokyo Disney Resort[40]
- 4 juin 2008, Walt Disney Internet Group rachète Fanlib pour 3 millions de $, un site communautaire consacré à la fanfiction[41]
- 5 juin 2008, la société Disney Interactive Media Group naît de la fusion de Disney Interactive Studios et du Walt Disney Internet Group[42]
- 10 juin 2008, Walt Disney World Resort annonce l'ouverture prochaine d'un bowling de 100 pistes au sein du Disney's Wide World of Sports Complex[43]
- 11 juin 2008, UTV achète l'intégralité de la FFADL[28].
- 12 juin 2008, WDIG rachète Ideal Bite pour 15 millions de $, un site fondé en 2005 offrant par mail des bonnes idées écologiques[44]
- 13 juin 2008, WDIG rachète DigiSynd Inc au Greycroft Partners, une société orientée vers le développement de contenu vidéo payant[41],[45]
- 17 juin 2008, Disney nomme Djuan Rivers président de Disney Vacation Club and Resort, Hawaii pour le complexe de 8,5 ha à Hawaï, près de Ko Olina[46].
- 21 juin 2008, DCP annonc le lancement en collaboration avec Lucky Brand Jeans de gammes de produit  comprenant le personnage d'Oswald le lapin chanceux[47]
- 23 juin 2008, Walt Disney Internet Group annonce la vente de Movies.com à Fandango, une filiale de Comcast[48],[49]
- 24 juin 2008, le Disney Music Group a signé avec l'Universal Music Group un contrat pour la distribution de ses artistes en Asie, excepté le Japon[50]
- 25 juin 2008, Sortie du film Le Monde de Narnia : Le Prince Caspian en France
- 30 juin 2008, Disney confirme détenir 37,29 % de la société UTV[51]

### Juillet
- 8 juillet 2008, ouverture du Tokyo Disneyland Hotel[52]
- 25 juillet 2008
  - à la suite du rachat des Disney Store, Disney prévoit de relancer l'activité sur le centre de distribution de 647 900 pieds carrés (60 192 m2) construit en 1997 à Memphis, Tennessee[53]
  - Disney obtient l'accord pour la construction d'un centre pour les enfants de ses employés nommé Disney Day care au sein du Grand Central Creative Campus[54]

### Août
- 5 août 2008
  - ESPN achète le site Racing-Live.com, un service d'information sur internet pour les sports de course[55]
  - Walt Disney Internet Group achète le site Raisingkids.co.uk et l'a associé au site UKfamily.co.uk[56]
- 7 août 2008, Walt Disney Television annonce le renommage aux États-Unis de la chaine Toon Disney en Disney XD ainsi qu'une re-programmation pour les garçons de6 à 14 ans
- 8 août 2008
  - Disney annonce l'arrêt de l'association avec McDonald's pour la gestion de trois restaurants au Disneyland Resort, la suppression des menus doit avoir lieu le 2 septembre[57]
  - Disney annonce la fermeture de sa boutique World of Disney de New York, à la fin du bail en 2010[58]
  - Disney poursuit ses achats de parts dans UTV avec l'achat de 15 % d'UTV Global Broadcasting[59]
- 11 août 2008
  - Disney crée un laboratoire de recherche et développement avec l'Université Carnegie-Mellon à Pittsburgh et l'École polytechnique fédérale de Zurich dans le domaine de l'informatique appliqué à l'animation en image de synthèse, au cinéma et dans le domaine de la robotique[60], Disney Research
- 12 août 2008
  - Parc Disneyland a accueilli son 200 millionième visiteur
  - Disney Consumer Products lance ses premiers jouets pour les jeunes enfants (3-12) contenant de l'électronique avancée comme les lecteurs MP3 ou DVD portables[61]
- 15 août
  - le site family.com du Walt Disney Internet Group lance un réseau social nommé Disney Family.com Community[62]
  - Disney Interactive Studios annonce la sortie du jeu vidéo de Quad Pure sur PlayStation sera disponible en démo sur PlayStation Store courant septembre et sortira le 26 septembre.
  - Disney récuse les rumeurs, lancées par Caris & Co, de vente des 10 stations détenues directement par American Broadcasting Company[63]
  - Walt Disney Internet Group ouvre pour 3 jours l'accès gratuit au MMORPG Pirates of the Caribbean Online, basé sur la saga Pirates des Caraïbes[64]
- 18 août 2008, UTV Interactive achète 80 % des parts de True Games Interactive, une société californienne de contenu internet[65]
- 26 août 2008, Publication du second volume Disney at Dawn de la série The Kingdom Keepers de Ridley Pearson chez Disney Editions

### Septembre
- 6 septembre 2008, Disney China ajoute 45 jeux gratuits à son portail, portant le total à 65
- 7 septembre 2008
  - Disney Consumer Products s'associe à la marque Candia pour vendre du lait "familial" avec les personnages de Disney sur les emballages[66]
  - Fermeture de l'attraction Golden Dreams à Disney's California Adventure[67]
- 8 septembre 2008, un jeu en ligne massivement multijoueur nommé Pixie Hollow développé par Disney Interactive Media Group et basé sur la franchise Disney Fairies est lancé aux États-Unis[68]
- 9 septembre 2008, Disney Publishing Worldwide lance Disney en Familia, un magazine à destination des mères en espagnol ainsi que le site web associé[69]
- 10 septembre 2008, Disney serait intéressé par l'achat de sociétés de média britannique[70]
- 15 septembre 2008, Disney annonce le lancement de sa première coproduction de film en Russie avec The Book of Masters réalisé par Vadim Sokolovsky[71]
- 16 septembre 2008, Disney World annonce l'ouverture prochaine de deux nouveaux DVC : la Bay Lake Tower au Disney's Contemporary Resort et les Treehouse Villas au Disney's Saratoga Springs Resort[72]
- 17 septembre 2008, la société CUNA Mutual propriétaire du El Capitan Theatre annonce son intention de vendre le bâtiment pour 31 millions d'USD[73]
- 19 septembre 2008, Camp Rock est diffusé sur Disney Channel UK & Ireland
- 23 septembre 2008
  - Camp Rock est diffusé sur Disney Channel France
  - le site américain de location de DVD Netflix annonce la diffusion en VoD de programmes Disney et de CBS[74]
- 27 septembre 2008, les six discothèques de Pleasure Island ferment définitivement[75]
- 30 septembre 2008, la comédie musicale Le Roi lion est annoncée au Mandalay Bay de Las Vegas pour le 2 mai 2009[76]

### Octobre
- 1er octobre 2008, le spectacle ZED du Cirque du Soleil ouvre à Tokyo Disney Resort[40]
- 2 octobre 2008, ESPN annonce qu'à partir du 1er février 2009, jour du Super Bowl, NASN changera de nom et deviendra ESPN America[77]
- 3 octobre 2008, Disney annonce la production en indépendant de quatre films en Inde[78]
- 6 octobre 2008, le film Le Chihuahua de Beverly Hills s'annonce comme un succès du box-office avec 29 millions de $ de recettes pour le premier week-end
- 7 octobre 2008, Oriental Land Company annonce la suspension de son projet de parc à thème urbain[79]
- 12 octobre 2008, Fermeture de l'attraction Sun Wheel à Disney's California Adventure[80]
- 13 octobre 2008, Disney Cruise Line annonce un itinéraire de croisière en Mer du Nord et Mer Baltique en 2010[81]
- 14 octobre 2008
  - Disney Publishing Worldwide inaugure le premier centre de formation Disney English à Shanghai[82],[83]
  - Landry's Restaurant ouvre un T-Rex Cafe à Downtown Disney Floride[84]
- 16 octobre 2008
  - Disney ouvre un espace dans le parc Disney's California Adventure pour présenter les futurs changements
  - Disney présente les premiers concept art du Disney Vacation Club d'Hawaï, Disney Aulani Resort[85]
- 19 octobre 2008, la presse annonce qu'ESPN serait intéressé par les droits de retransmission en Allemagne de la Bundesliga[86]
- 22 octobre 2008
  - Euro Disney SCA annonce un résultat annuel pour la première fois bénéficiaire en 6 ans
  - Sortie en France de High School Musical 3 : Nos années lycée
- 23 octobre 2008, Première mondiale de Roadside Romeo au Koweït et aux Pays-Bas
- 24 octobre 2008
  - Disney Consumer Products lance une gamme de jouets Club Penguin dans les magasins Toys "R" Us américains[87]
  - Sortie nationale de Roadside Romeo en Inde

### Novembre
- 3 novembre 2008, un journaliste du Wall Street Journal convie Disney à acheter Electronic Arts[88]
- 6 novembre 2008, Sortie du jeu vidéo Disney Sing it de Disney Interactive
- 18 novembre 2008, Disney pose la première pierre du Disney Vacation Club d'Hawaï, futur Disney Aulani Resort[89],[90]
- 20 novembre 2008, Disney Cruise Line annonce la transformation des salles de cinéma de ses deux navires pour être compatible avec le Disney Digital 3-D et diffuse Volt, star malgré lui (2008) en 3D le jour même[91],[92]
- 22 novembre 2008, Disney Cruise Line entame un projet de 4,7 millions de $ pour réaménager son terminal de Port Canaveral[93]
- 25 novembre 2008, ESPN fait une offre supérieure à Premiere pour la Bundesliga[94].

### Décembre
- 8 décembre 2008
  - Disney annonce son intention d'atteindre les 96 % du capital de Jetix Europe[95],[96]
  - Disney annonce détenir 50 % d'UTV Software Communications[59]
- 9 décembre 2008, UTV Motion Pictures annonce avoir obtenu un contrat de distribution des productions du Walt Disney Motion Pictures International, auparavant détenu par Sony Pictures, effectif à partir du 1er janvier 2009[97]
- 16 décembre 2008
  - Disney Interactive Media Group lance avec Viwawa, un site Disney pour Singapour, la Malaisie et l'Indonésie[98]
  - Disney fonde une coentreprise en Russie avec Media-One pour la création d'un réseau de 30 chaînes de télévision[99]
- 17 décembre 2008, le premier film de Disneynature, Les Ailes pourpres : Le Mystère des flamants sort en France
- 18 décembre 2008, Disney annonce l'ouverture de The American Idol Experience, une attraction American Idol aux Disney's Hollywood Studios en février 2009[100]
- 24 décembre 2008, Disney annonce se retirer du projet Le Monde de Narnia : L'Odyssée du Passeur d'Aurore, prévu pour 2010[101]